# Chokier

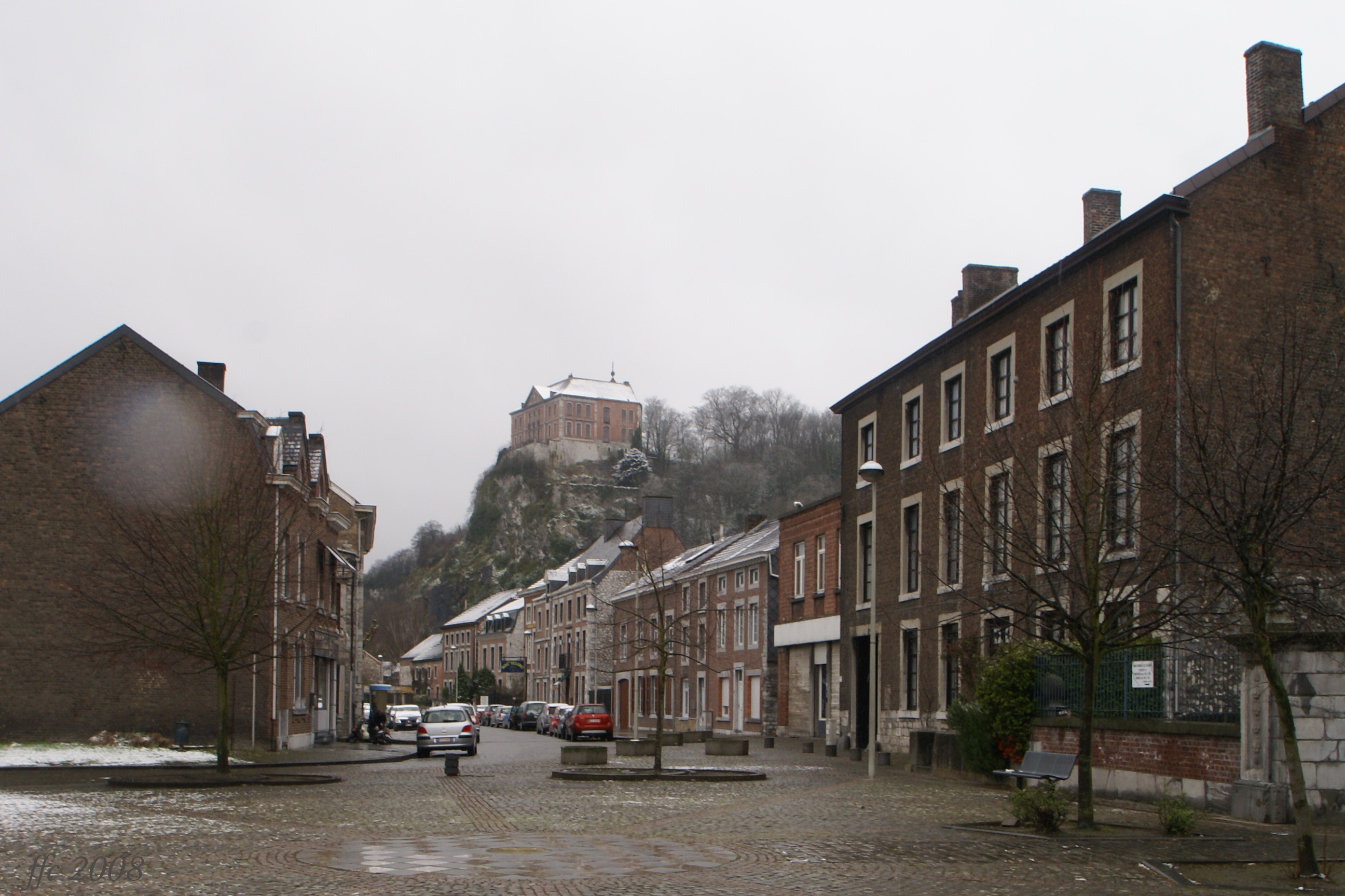
Chokier met op de achtergrond het kasteel.

Chokier (Waals: Tchôkire) is een dorp in de Belgische provincie Luik, behorende tot de deelgemeente Flémalle-Haute in de gemeente Flémalle. Het was een zelfstandige gemeente tot 26 maart 1969 toen het deel werd van Flémalle Haute. Chokier ligt aan de linkeroever van de Maas.

## Geschiedenis
Chokier maakte vanouds deel uit van de heerlijkheid Awirs, maar in de 12e eeuw werd het door de heren van Awirs verkocht aan de Abdij van Aywières, een Cisterciënzerabdij en werd het een afzonderlijke heerlijkheid. De Abdij bezat er tot 1796 de Ferme d'Othet, welke een honderdtal ha exploiteerde. De heerlijkheid Chokier behoorde achtereenvolgens aan de families De Hozémont, Surlet, en Berio. Vanaf einde 16e eeuw werd er aluin gewonnen.
In de 16e eeuw was er sprake van een aan Sint-Marcellinus gewijde kapel. In 1592 werd deze verheven tot parochiekerk.
Voor zover bekend dateert de eerste vermelding van Chokier uit de elfde eeuw. Het dorp kende ooit grote bloei, en was vooral bekend vanwege zijn wijnbouw.
De adellijke familie Surlet de Chokier die het eerste staatshoofd van het onafhankelijke België leverde, ontleent zijn naam aan dit dorp.

## Demografische ontwikkeling
- Bronnen:NIS, Opm:1831 tot en met 1961=volkstellingen

## Bezienswaardigheden
Chokier ligt zeer schilderachtig, ingesloten door rotspartijen en de Maas. De Place de Wérixhet is geklasseerd als beschermd dorpsgezicht.
- Het Kasteel van Chokier, gelegen op een rots boven de Maas.
- De Sint-Marcellinuskerk, van begin 18e eeuw, met rijk interieur.
- Vierkantshoeve Ferme de Chokier, van de 17e eeuw of ouder, met aangebouwde 19e- en 20e-eeuwse delen.
- Sint-Niklaaskapel

## Natuur en landschap
Chokier is een bescheiden dorp, gelegen op een smalle vlakte langs de linker Maasoever. Boven Chokier verheffen zich rotspartijen. Een weg voert omhoog naar het Haspengouws Plateau, waar de woonwijk Les Trixhes zich bevindt.

## Nabijgelegen kernen
Engis, Awirs, Flémalle-Haute, Ramet (aan de overzijde van de Maas, geen brugverbinding)
Deelgemeenten: Awirs · Chokier · Flémalle-Grande · Flémalle-Haute · Gleixhe · Ivoz-Ramet · Mons-lez-Liège

Overige plaatsen: Cahottes · Souxhon

Belgische gemeenten · arrondissement Luik · provincie Luik · Wallonië